# Leki hipotensyjne
Leki hipotensyjne, leki przeciwnadciśnieniowe – leki obniżające ciśnienie tętnicze krwi. Specyfiki te, w ogólnym ujęciu, działają na dwa sposoby: hamują skurcz mięśni naczyń krwionośnych albo zmniejszają objętość płynów ustrojowych, w tym krwi. Ich pięć głównych klas to: diuretyki tiazydowe, inhibitory konwertazy angiotensyny, antagonisty kanału wapniowego, antagonisty receptora angiotensyny II oraz beta-adrenolityki. 
Leki hipotensyjne stosuje się w chorobie nadciśnieniowej, niedokrwiennej serca i w niewydolności krążenia oraz w trakcie niektórych zabiegów chirurgicznych.

## Dobór leczenia farmakologicznego
Dobór leczenia farmakologicznego za pomocą leków hipotensyjnych powinien odbywać się w oparciu o następujące kryteria:
- jak najmniej leków w zestawie
- możliwie najmniejsze dawki leków
- leki o możliwie najmniejszych skutkach ubocznych
- leki niekolidujące z działaniem innych zażywanych leków.

Wartość progowa nadciśnienia tętniczego i decyzja o rozpoczęciu farmakoterapii jest rozpatrywana indywidualnie na podstawie poziomu i profilu całkowitego ryzyka sercowo-naczyniowego. Dobór optymalnego zestawu leków może trwać nawet do kilku miesięcy. W ciągu kolejnych wizyt lekarz na podstawie wywiadu lekarskiego, pomiarów ciśnienia krwi i wyników badań koryguje zestaw leków aż do osiągnięcia najlepszego efektu przy zastosowaniu minimalnych dawek leków. 
Terapia nadciśnienia tętniczego opiera się na stratyfikacji całkowitego (globalnego) ryzyka sercowo-naczyniowego. Podejście to uwzględnia fakt, że tylko u niewielkiej części osób z nadciśnieniem tętniczym podwyższone wartości ciśnienia są jedynym zaburzeniem, natomiast u większości z nich stwierdza się dodatkowe czynniki ryzyka sercowo-naczyniowego, a wartość ciśnienia tętniczego koreluje z zaburzeniami metabolizmu glukozy i lipidów. Ponadto skutki współistniejącego nadciśnienia tętniczego oraz innych metabolicznych czynników ryzyka wzajemnie się potencjalizują, co prowadzi do wyższego ryzyka sercowo-naczyniowego niż wskazywałaby na to suma poszczególnych czynników. 
Pięć głównych klas leków hipotensyjnych służy do rozpoczynania i kontynuacji leczenia hipotensyjnego, zarówno w monoterapii, jak i w skojarzeniach. Istnieje wiele wskazań przemawiających za wyborem określonego leku, albo jako elementu początkowego leczenia, albo leczenia skojarzonego. Dokonując wyboru określonego leku lub też unikania innych klas leków, bierze się pod uwagę:
 
1. wcześniejsze korzystne lub niekorzystne doświadczenia pacjenta z określoną klasą leków
 
2. wpływ leku na czynniki ryzyka sercowo-naczyniowego w kontekście indywidualnego profilu ryzyka u danego pacjenta
 
3. obecność subklinicznych powikłań narządowych, jawnych klinicznie chorób układu sercowo-naczyniowego, choroby nerek lub cukrzycy, na które pewne leki mogą wywierać bardziej korzystny wpływ niż inne
 
4. występowanie innych chorób, które mogą ograniczać stosowanie określonych klas leków hipotensyjnych
 
5. możliwość interakcji z lekami stosowanymi w leczeniu innych chorób
 
6. koszt leków dla pacjenta lub świadczeniodawcy
 
7. możliwe objawy uboczne leków, ponieważ są one najważniejszą przyczyną nieprzestrzegania zaleceń terapeutycznych przez pacjentów.
Klasy leków, a także poszczególne leki w obrębie danej klasy, różnią się typami i częstością działań niepożądanych, które mogą wywoływać, a poszczególne osoby mogą się różnić podatnością na określone działanie niepożądane. Co więcej, leki mogą wywierać różny wpływ na czynniki ryzyka, uszkodzenia narządowe oraz poszczególne incydenty, a także wywierać swoiste działania ochronne w szczególnych grupach schorzeń. Powoduje to, że w pewnych okolicznościach wybór danego leku — samego lub w połączeniu z innymi lekami — staje się obowiązkowy lub zalecany. Rozwój najnowszych leków, między innymi z klasy antagonistów wapnia (np. lerkanidypina) i inhibitorów konwertazy angiotensyny (np. zofenopryl), szedł w kierunku eliminacji działań niepożądanych, a przez to zwiększenie wytrwałości pacjentów w kontynuacji terapii leczniczej, a także rozszerzenia działania na wybrane obszary terapeutyczne powiązane z nadciśnieniem tętniczym. W przypadku lerkanidypiny zredukowano niektóre objawy niepożądane (bóle głowy, obrzęki kostek). Z tego względu antagonisty wapnia wraz z diuretykami tiazydowymi stanowią leki pierwszego rzutu – zwłaszcza w przypadku starszych pacjentów 60+. Z kolei w przypadku zofenoprylu badania wykazały rzadsze zaburzenia snu, bóle głowy czy nagłe uderzenia gorąca, a lek wykazuje dodatkowo m.in. działanie kardioprotekcyjne przeciwmiażdżycowe, zapobiega powiększaniu się lewej komory serca i ochronne dla nerek (zmniejsza białkomocz i postęp niewydolności tego narządu). Stąd posiada on wysoki stopień rekomendacji Europejskiego Towarzystwa Kardiologicznego (ESC) – zwłaszcza u pacjentów z nadciśnieniem tętniczym oraz wczesną fazą ostrego zawału serca z objawami niewydolności serca lub bez nich. Stany chorobowe współwystępujące z nadciśnieniem tętniczym szczególnie przemawiające za stosowaniem inhibitorów konwertazy angiotensyny (zalecenia ESH/ESC z 2007) to między innymi niewydolność serca, dysfunkcja lewej komory, zawał serca, migotanie przedsionków, nefropatia, białkomocz lub mikroalbuminuria. 
Istotne znaczenie w przypadku doboru leków ma też to, aby efekt hipotensyjny utrzymywał się przez całą dobę. Można to sprawdzić za pomocą pomiarów ciśnienia w warunkach klinicznych lub pomiarów domowych tuż przed przyjęciem następnej dawki leków, a także za pomocą ambulatoryjnego monitorowania ciśnienia (ABPM). Preferowane powinny być leki, które wywierają całodobowe działanie hipotensyjne (np. lerkanidypina, zofenopryl), ponieważ prosty schemat leczenia sprzyja przestrzeganiu zaleceń terapeutycznych przez pacjentów.

## Leki rozkurczające mięśnie naczyń krwionośnych
Ich działanie prowadzi do zwiększenia się światła naczyń tętniczych, co przy zachowaniu tej samej objętości płynów, powoduje obniżenie ciśnienia.

### Selektywneα1-adrenolityki
Blokują receptory adrenergiczne w mięśniach naczyń krwionośnych hamując ich skurcz. Niwelują wpływ amin katecholowych (adrenaliny, noradrenaliny) na mięśniówkę naczyń. Do grupy tej należą:
- pochodne chinazoliny: najstarsza prazosyna (praktycznie niestosowana), doksazosyna, terazosyna
- pochodne indolu: indoramin
- pochodne uracylu: urapidyl.

### Nieselektywneα1- i α2-adrenolityki
Mechanizm działania jest taki sam jak α1-adrenolityków, z tym, że leki tej grupy blokują również drugi rodzaj receptorów α-adrenergicznych (receptory α2-adrenergiczne). Zaliczane są do nich:
- pochodne 2-chloroetyloaminy: dibentylina. Lek ten jest zbliżony budową do alkilujących cytostatyków. Jego działanie polega na chemicznym alkilowaniu centrum aktywnego receptora i uniemożliwianie mu w ten sposób interakcji ze swoim agonistami, czyli noradrenaliną i adrenaliną.
- pochodne imidazoliny: fentolamina.

### Sympatolityki
Najważniejszymi sympatykolitykami są:
- rezerpina – utrudniając magazynowanie noradrenaliny, zmniejsza w ten sposób jej uwalnianie i wpływ na mięśnie naczyń krwionośnych
- metyldopa – działa jako fałszywy neuroprzekaźnik
- guanetydyna
- klonidyna.

Poza metylodopą (zalecaną w leczeniu nadciśnienia podczas ciąży) i klonidyną inne leki z tej grupy mają niewielkie znaczenie.

### Leki beta-adrenolityczne
- Beta-blokery:
  - atenolol
  - metoprolol
  - nadolol
  - oksprenolol
  - pindolol
  - propranolol
  - tymolol

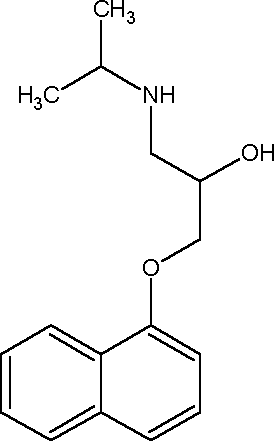
Propranolol, pierwszy skutecznie opracowany beta-bloker

- Leki wazodylatacyjne – grupa leków beta-adrenolitycznych III generacji
  - nebiwolol – lek rekomendowany w nadciśnieniu niepowikłanym, w nadciśnieniu po zawale i z chorobą wieńcową, a także gdy przy konieczności stosowania beta-blokerów występują zaburzenia potencji
- Leki o właściwościach alfa- i beta-blokerów:
  - bucindolol
  - karwedilol
  - labetalol

### Antagonisty kanału wapniowego
Hamują napływ jonów wapnia do komórek mięśni, co utrudnia im kurczenie się. Są to:
- pochodne 1,4-dihydropirydyny:
  - lerkanidypina
  - amlodypina
  - felodypina
  - isradypina
  - nifedypina
  - nimodypina
  - nitrendypina
- niedihydropirydyny:
  - pochodne benzotiazepiny
    - diltiazem
    - klentiazem

  - bezpośrednio działające na mięsień sercowy – pochodne papaweryny
    - werapamil
    - gallopamil
    - emopamil

### Nitraty i inne donory NO
Nitraty są źródłem tlenku azotu wykazującego działanie wazodylatacyjne (rozkurczające na naczynia krwionośne). Podobne, ale dużo silniejsze, działanie ma nitroprusydek sodu.

### Hydrazynoftalazyny
- hydralazyna
- dihydralazyna
- todralazyna

### Inhibitory konwertazy angiotensyny

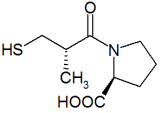
Kaptopryl, prototypowy inhibitor ACE

Hamują enzym konwertujący angiotensynę I do angiotensyny II, przez co zmniejszają stężenie angiotensyny II, który to peptyd posiada właściwości kurczące naczynia krwionośne. Jak wykazały badania, inhibitory ACE lepiej zapobiegały niewydolności serca niż leki referencyjne. 
Przykłady leków:
- zofenopryl
- kaptopryl
- enalapryl
- fozynopryl
- lizynopryl
- peryndopryl
- ramipryl
- trandopryl
- benzapryl

### Antagonisty receptora angiotensyny II

Walsartan, inhibitor receptora angiotensyny II

Blokują wiązanie się angiotensyny z receptorami uniemożliwiając jej działanie. Skutkiem działania tych leków jest, podobnie jak inhibitorów ACE, zablokowanie aktywności angiotensyny prowadzące do działania i rozkurczającego.
- kandesartan
- eprosartan
- irbesartan
- losartan
- olmesartan
- telmisartan
- walsartan

## Leki zmniejszające objętość płynów ustrojowych
Zmniejszenie objętości płynów przy zachowaniu tej samej pojemności łożyska naczyniowego obniża ciśnienie tętnicze. Działanie hipotensyjne większości tych leków opiera się również na pośrednim wpływie na napięcie mięśni naczyń krwionośnych. Ich działanie jest zatem uwarunkowane tak właściwościami diuretycznymi, jak i zdolnością rozkurczania mięśni gładkich naczyń.

### Diuretyki

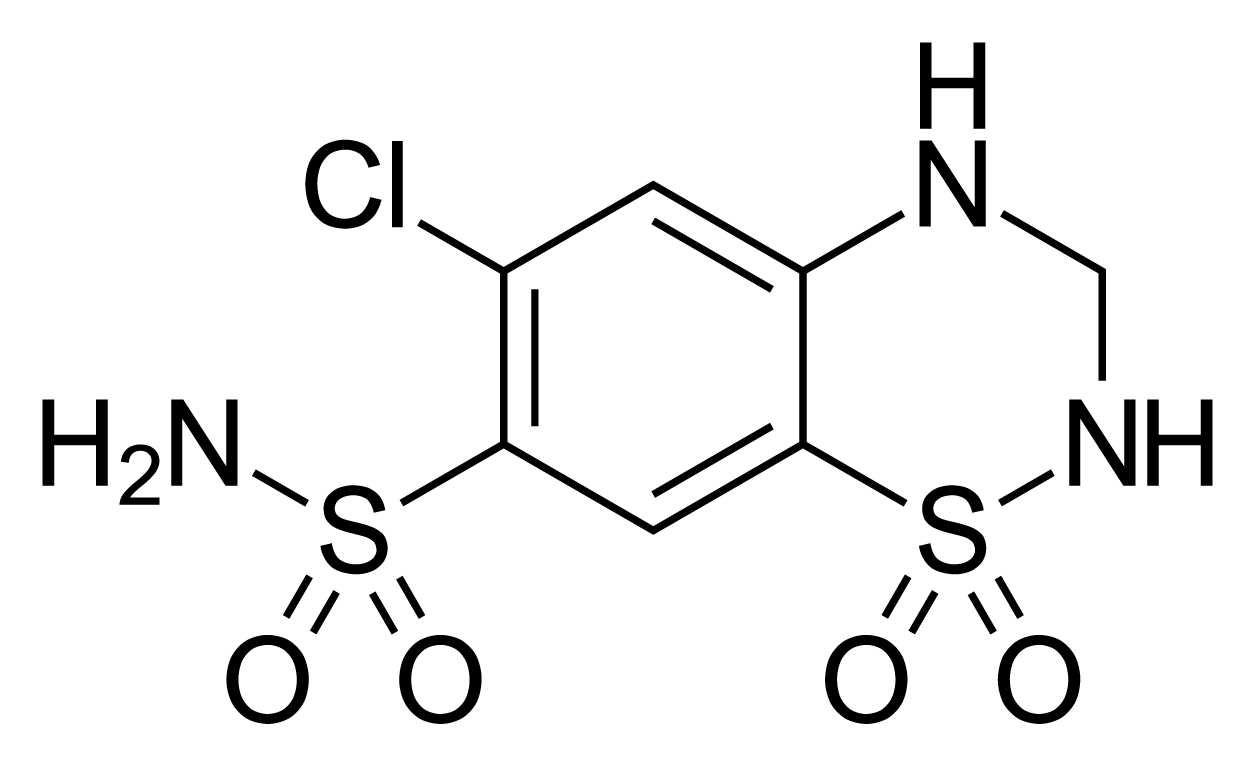
Hydrochlorotiazyd, popularny diuretyk tiazydowy

W leczeniu nadciśnienia diuretykami stosuje się głównie analogi tiazydów, ale używa się też diuretyków z innych grup.
- Diuretyki pętlowe:
  - bumetanid
  - kwas etakrynowy
  - furosemid
  - torasemid
- Diuretyki tiazydowe:
  - chlorotalidon
  - epitizyd
  - hydrochlorotiazyd i chlorotiazyd
  - bendroflumetiazyd
- Diuretyki podobne do tiazydowych:
  - indapamid
  - chlorotalidon
  - metolazon
- Diuretyki oszczędzające potas:
  - amiloryd
  - triamteren
  - spironolakton

## Inne leki obniżające ciśnienie
Część substancji może nawet znacznie obniżać wartości ciśnienia, ale nie znalazły one miejsca w leczeniu nadciśnienia. Są to raczej działania niepożądane.

### Agonisty kanałów potasowych
Zwiększają przepuszczalność błony komórkowej dla jonów potasu i tym samym zwiększają ich wypływ z komórek mięśniowych. Powoduje to wzrost potencjału spoczynkowego przez hiperpolaryzację błony komórkowej, co z kolei obniża pobudliwość mięśni i powoduje spadek kurczliwości.
Przykłady leków: 
- minoksydyl (stosowany jako lek na porost włosów)
- pinacydyl

### Agonisty receptorów dopaminergicznych
Stymulacja receptorów dopaminergicznych powoduje rozkurcz mięśni naczyń krwionośnych i hamowanie układu renina–angiotensyna–aldosteron, co również prowadzi do spadku ciśnienia.
Agonisty receptorów dopaminergicznych stosuje się w leczeniu choroby Parkinsona.